# کلم‌سانان
کلم‌سانان (Brassicales) یکی از راسته‌های گیاهان است.
کلم‌سانان راسته‌ای از دولپه‌ای‌ها است که می‌توان از آن‌ها روغن خردل یا ترکیبات گلوکوزینولاتی گرفت.